# 夕陽丘出入口

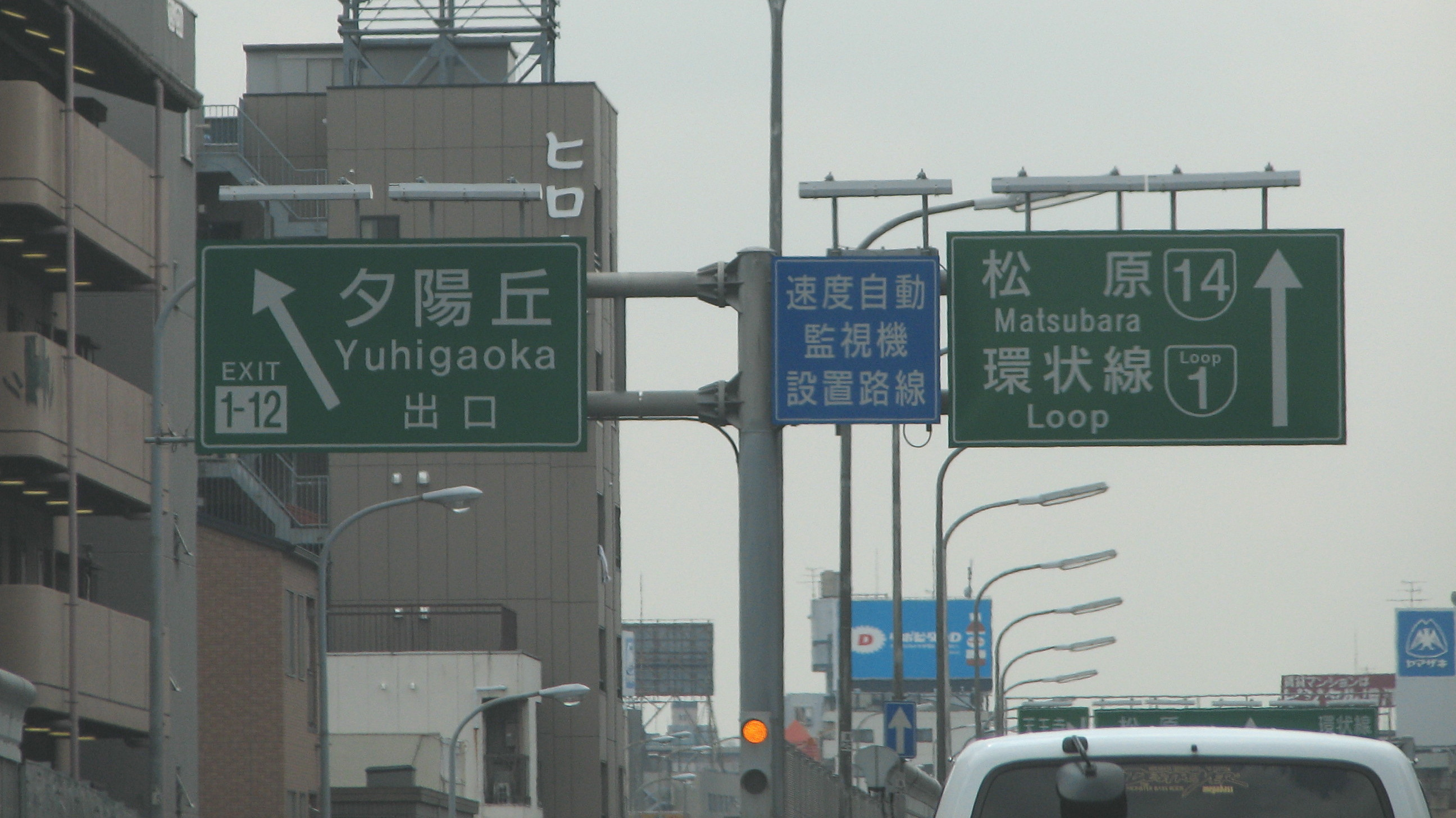
夕陽丘出口

夕陽丘出入口（ゆうひがおかでいりぐち）は、大阪府大阪市浪速区にある、阪神高速道路1号環状線の出入口。
入口から本線合流後200mほどでえびすJCTに至るため、環状線なんば出口方面へ向かうには、2車線区間とはいえ左端から右端まで車線変更が必要となる。入路に設置された案内標識は14号松原線方面の入口と案内しており、1号環状線方面へはえびす町入口を案内している。
高津入堀川（埋立。現・1号環状線）に架かっていた深田橋跡付近に設置されている。

## 道路
- 阪神高速1号環状線(1-12)

## 連絡する道路
- 松屋町筋
- 堺筋

出入口とも、学園坂交差点（松屋町筋交点）と日本橋3南交差点（堺筋交点）を結ぶ大阪市道深田橋筋線に接続するが、松屋町筋方面が優先されるため、堺筋方面は迂回を要する。

## 周辺
- 地下鉄谷町線 四天王寺前夕陽ヶ丘駅
- 髙島屋
- 天王寺区役所
- 天王寺郵便局
- 大阪女子学園短期大学・大阪夕陽丘学園高等学校
- 大阪星光学院
- 四天王寺
- 四天王寺中学校・高等学校
- 勝鬘院愛染堂
- 大阪国際交流センター
- 日本橋でんでんタウン

## 隣
阪神高速1号環状線
(1-11)高津入口 - (1-12)夕陽丘出入口 - えびすJCT - (1-13)えびす町入口